# Edgar Burgess
Edgar Richard Burgess (* 23. September 1891 in Kensington, Großbritannien; † 23. April 1952 in Tanger) war ein britischer Ruderer. 
Burgess besuchte das Eton College und studierte danach am Magdalene College der Oxford University. Bei den Olympischen Spielen 1912 in Stockholm gewann er mit der Crew des Leander Club den Wettbewerb im Achter vor dem Boot des New College in Oxford. 1913 gewann er mit dem Achter der Oxford University das Boat Race, wobei im siegreichen Team aus Oxford sowohl Ruderer des Magdalene College als auch Ruderer des New College vertreten waren.
Burgess wirkte später beim Sudan Political Service. Nach seiner Pensionierung blieb er in Afrika und lebte in Tanger.